# Maratona aquática no Campeonato Europeu de Esportes Aquáticos de 2022 - 5 km por equipe
Os 5 km da maratona aquática por equipe da maratona aquática no Campeonato Europeu de Esportes Aquáticos de 2022 seria realizado no dia 21 de agosto, em Óstia na Itália.

## Calendário
| Fase  | Data         | Hora  |
| ----- | ------------ | ----- |
| Final | 21 de agosto | 16:00 |

Todos os horários estão no horário local (UTC+1)

## Medalhistas
| Ouro                                                                                  | Prata                                                                   | Bronze                                                                    |
| Itália · Rachele Bruni · Ginevra Taddeucci · Gregorio Paltrinieri · Domenico Acerenza | Hungria · Réka Rohács · Anna Olasz · Dávid Betlehem · Kristóf Rasovszky | França · Madelon Catteau · Aurélie Muller · Axel Reymond · Logan Fontaine |

## Resultados
Esses foram os inscritos para a competição. Cada atleta nadou 1.250 m.
| Pos.              | Nacionalidade | Nadadores                                                              | Tempo     |
| ----------------- | ------------- | ---------------------------------------------------------------------- | --------- |
| Medalha de ouro   | Itália        | Rachele Bruni Ginevra Taddeucci Gregorio Paltrinieri Domenico Acerenza | 59:43.1   |
| Medalha de prata  | Hungria       | Réka Rohács Anna Olasz Dávid Betlehem Kristóf Rasovszky                | 59:53.9   |
| Medalha de bronze | França        | Madelon Catteau Aurélie Muller Axel Reymond Logan Fontaine             | 1:00:08.3 |
| 4                 | Espanha       | María de Valdés Ángela Martínez Carlos Garach Guillem Pujol Belmont    | 1:00:24.6 |
| 5                 | Alemanha      | Lea Boy Leonie Beck Linus Schwedler Oliver Klemet                      | 1:00:43.8 |